# 아이섀도우

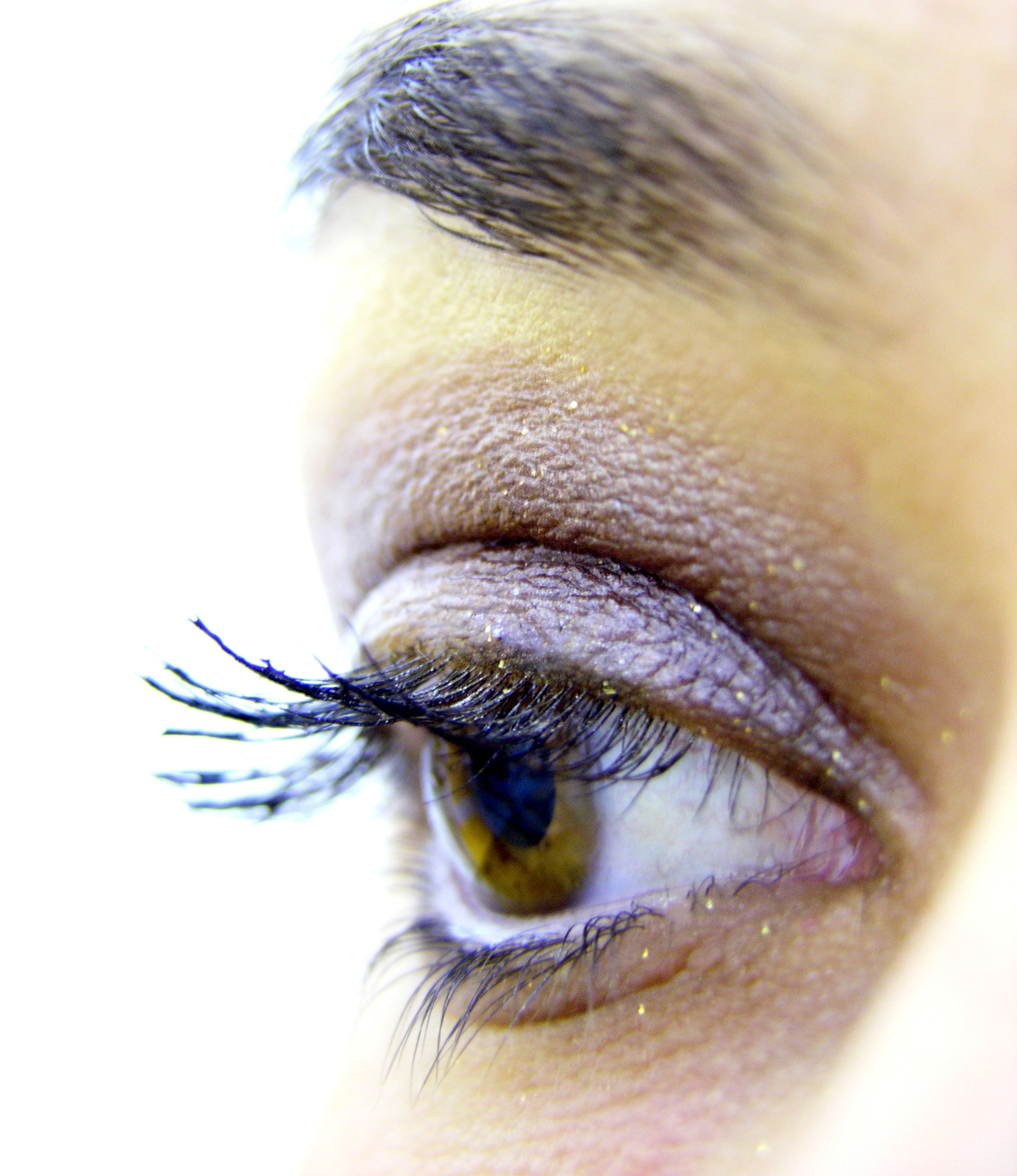
보라색 아이섀도를 바른 여성.

아이섀도(영어: eye shadow)는 눈썹 아래 눈꺼풀에 사용하는 화장품이다. 보통 눈을 두드러지게 만들기 위함이거나 더 매력적으로 보이기위해 사용한다. 
아이섀도는 자신의 눈을 크게 만들고 입체감을 줄 수 있으며, 눈 색깔을 보완해준다. 또는 단순히 눈에 매력을 부여할 수 있다. 아이섀도우는 다양한 색감과 형태로 되어있다. 보통 가루, 운모 형태로 되어있으며, 액체, 연필, 무스 ,젤 형태도 있다.
대부분 여성이 사용하는 화장품으로, 가끔 남성이 사용하기도 한다. 서구에서는 가끔 남성이 사용하는 경우가 있더라도 여성 화장품으로 본다. 평균적으로 눈썹과 속눈썹 사이의 거리가 여성이 남성보다 2배 정도 길다. 따라서 옅은 아이섀도우는 시각적으로 눈을 크게 보이게 하고 여성스러워 보이게 하는 효과가 있다.

## 사용
아이섀도는 눈에 깊이와 입체감을 더해 줄 수도 있고, 눈 색깔을 보완할 수도 있고, 눈을 더 크게 보이게 만들 수도 있고, 단순히 눈에 시선을 끌 수도 있다. 아이섀도는 다양한 색상과 질감으로 제공된다. 일반적으로 분말로 만들어지지만 액체, 연필, 크림 또는 무스 형태로도 발견될 수 있다. 아이섀도는 원하는 모양과 제형에 따라 다양한 방식으로 적용할 수 있다. 일반적으로 적용은 손가락이나 브러시를 사용하여 수행된다. 아이섀도우를 바르는 것, 그리고 메이크업 전반에 있어서 가장 중요한 것은 잘 블렌딩하는 것이다. 그러나 나중에 아이섀도에 주름이 생길 가능성을 제한하려면 프라이머를 포함하는 것을 잊어서는 안 된다.
아이섀도를 제거하려면 상업용 메이크업 리무버를 사용할 수 있지만, 풍부한 세안제는 일반적으로 모든 색상 흔적을 제거한다. 일반적으로 제거가 쉽고 간단한 물과 비누를 사용할 수 있다. 아이섀도, 아이라이너, 마스카라도 베이비 오일을 사용하여 지울 수 있다. 사용할 수 있는 화장솜도 있다.

## 역사
인간은 수천년 동안 화장품을 사용해왔다. 눈 화장에 대한 최초의 직접적인 고고학적 증거는 왕조 이전 이집트(기원전 5000년경 – 4000년경)로 거슬러 올라간다. 이 시기의 무덤에서는 눈 페인트(가장 일반적으로 녹색 광물인 공작석, 검은 광물인 갈레나)와 화장품 팔레트, 화분, 어플리케이터 등의 흔적이 발견되었다.
수년에 걸쳐 많은 여성들이 눈 화장을 강화하기 위해 불에 탄 성냥을 사용해 왔다. 여성들은 결점이나 주근깨를 가리기 위해 얼굴에 쌀가루를 뿌리는 경우가 많다. 아이섀도나 아이 페인트는 빅토리아 시대(1837년경 ~ 1901년경)에 매우 인기가 있었다.

## 같이 보기
- 아이라이너